# Jozef Asselbergh
Jozef M. Asselbergh (Antwerpen, 1940) is een gewezen bankier en voormalig grootmeester van het Grootoosten van België.
Asselbergh was actief als bankier in het directiecomité van het Gemeentekrediet van België en het latere Dexia Bank België. Hij was ook bestuurder bij de Gewestelijke Investeringsmaatschappij voor Vlaanderen, Banksys, Euro Travellers Cheque International, European Payment Systems Services, Mastercard Europe en Proton World International. Na zijn carrière in de bankwereld werd hij lid van het bestuur van de luchtvaartmaatschappijen Brussels Airlines en SN Airholding.
In 1984 is hij toegetreden tot de Antwerpse vrijmetselaarsloge Les Elèves de Thémis. Op 27 maart 2011 werd hij verkozen tot grootmeester van het Grootoosten van België voor een periode van drie jaar. Tijdens zijn mandaat heeft de werking van de loge meermaals toegelicht in de media. Hij is bestuurder bij de Unie Vrijzinnige Verenigingen en vanuit die functie ook afgevaardigd in de Centrale Vrijzinnige Raad.